# Judo-Karate-Club Sportschule Goslar
Der Judo-Karate-Club Sportschule Goslar e. V. ist ein Budo-Sportverein in Goslar am nördlichen Harzrand in Niedersachsen.

## Geschichte
- 1962 – Am 11. Juli wurde der Verein auf Initiative von Manfred Gillner in Goslar gegründet, um das im Vorjahr gestartete Judotraining im Rahmen eines eingetragenen Vereins auf eine solide Basis zu stellen. Das erste Dōjō war beheimatet in einem Klassenraum der Kaufmännischen Privatschule Reckewerth-Möller, dem heutigen Haus des Handwerks in der Von-Garßen-Straße.

- 1962 – Durch die steigende Mitgliederzahl wurden die Räumlichkeiten wurden schnell zu eng. Die ehemalige Gartenwirtschaft in der Beekstraße wurde daher zum neuen Dojo angemietet und eingerichtet. In der Beekstraße waren die Trainingsbedingungen wesentlich besser als im ersten Vereinsdojo. Die Tatamifläche betrug bereits ca. 50 m². Vereinsmeisterschaften gehörten auch schon damals zu den Höhepunkten des Sportjahres.

- 1963 – Größere Wettkampfveranstaltungen wurden durchgeführt und zogen eine beachtliche Zahl von Zuschauern an. Im März fand der erste Städtekampf zwischen Mannschaften aus Bremen, Salzgitter und Goslar in der Goetheschule vor rund 300 Zuschauern statt.

- 1963–1967 – Der koreanische Judo WM-Fünfte und spätere langjährige Judo-Bundestrainer Han Ho-san sowie der Aikido-Meister Asai weilten auf Einladung des Clubs für Lehrgänge in Goslar. Zahlreiche Jugendliche traten dem Verein bei. Sie erreichten höhere Graduierungen und erzielten Erfolge auf Bezirks- und auch auf Landesebene. Die ersten Außenabteilungen des Clubs entstanden in Clausthal-Zellerfeld, Bad Gandersheim und Seesen. Später kamen Hornburg, Vienenburg, Bad Harzburg, Greene, Langelsheim und Liebenburg dazu. Außer in Hornburg und Vienenburg wird auch heute noch in allen diesen Orten der „sanfte Weg“ trainiert. Es wurden in den ersten zwanzig Jahren zahlreiche Wettkampferfolge erzielt und Meisterschaften ausgerichtet. Goslar wurde zu einer Judo-Hochburg in Niedersachsen.

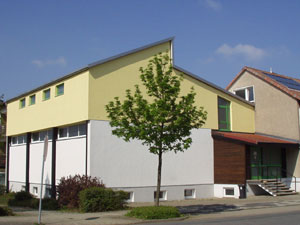
Dojo Marienburger Straße nach der Sanierung im Jahr 2000

- 1968 – Das erste in Deutschland speziell für den Judosport neu gebaute Dojo wurde in der Marienburger Straße 54 unter Mithilfe zahlreicher Vereinsmitglieder errichtet. Der Verein zählte nun 220 Mitglieder und bot bald auch Karate, Frauen-Selbstverteidigung sowie Damen- und Herrengymnastik an.

- 1971 – Manfred Gillner wird Judo-Landestrainer für Jugend und Herren. Goslar war Landesleistungszentrum.

- 1973 – Han Ho San, inzwischen Bundestrainer des Deutschen Judo-Bunds unterrichtete die niedersächsischen Trainer und Judolehrer im Goslarer Dojo.

- 1974–1981 – Die Herren bestreiten mit zwei Mannschaften Positionen in Landes- und Oberliga. Die Jugendförderung verhalf zahlreichen Nachwuchskämpfern zu Bezirks-, Landes- und norddeutschen Titeln.

- 1982 – Höhepunkt der ausgetragenen Meisterschaften war die Austragung der Internationalen Deutschen Meisterschaften der Frauen 1982 in der Sporthalle Goldene Aue. Verletzungsbedingt konnte die stärkste Kämpferin der damaligen Zeit aus Goslar, Susanne Rahner, nicht starten.

- 1989 – Die koreanische Kampfkunst Hapkido kommt zum Sportangebot hinzu.

- 1999 – Aikido kommt zum Angebot der japanischen Sportarten dazu.

- 2000 – Die zuvor in Teilbereichen gemietete Sportstätte Marienburger Straße 54 in Goslar wird vom Verein gekauft und grundlegend saniert. Eine Solaranlage zur Warmwasseraufbereitung und eine Regenauffanganlage zur Spülwasser Gewinnung werden installiert. Die Trainingsfläche wird auf zwei mal 140 m² Mattenfläche erhöht. Eine Kendo-Sparte wird gegründet.

- 2001 – Auch das chinesische Qigong wird angeboten.

- 2003 – Die Herrenmannschaft der Judoka steigt wieder in die Niedersächsische Landesliga auf. Im April startet die Chibi Gruppe (Psychomotorik für Kinder von 4 bis 6 Jahren).

- 2005 – Im April startet Taekwondo als neue Sparte im Sportangebot.

- 2008 – Kickboxen wird als neue Sparte ins Sportangebot aufgenommen.

- 2009 – Im März startet die neue Sparte Ju-Jutsu und schließt damit die letzte Lücke im Kreis der in Europa bekannten Selbstverteidigungssportarten.

- 2011 – Seit Ende des Jahres wird nunmehr auch Brazilian Jiu-Jitsu angeboten.

### Regelmäßige Veranstaltungen
Jährlich wird die Judosafari auf Vereinsebene mit allen Außenabteilungen ausgetragen, bei der es nicht nur um Kampfstärke und Schnelligkeit im Judowettkampf, sondern auch um leichtathletische Disziplinen sowie um einen kreativen Wettbewerb mit Malen oder Basteln geht.
Kreismeisterschaften im Judo werden ununterbrochen seit über 25 Jahren ausgetragen.

## Erfolge
Platzierungen in der NJV-Landesliga:
- 2009: Platz 12
- 2008: Platz 10
- 2007: Platz 13
- 2006: Platz 11
- 2005: Platz 14
- 2004: Platz 15

## Bekannte Sportler
- Elke Mögebier
Deutsche Judo-Meisterin 1970 (erste Deutsche Judo Meisterschaft der Frauen) und 1972. Auch im internationalen Frauenjudo war sie für den Deutschen Judobund in Großbritannien und Südafrika erfolgreich. 1973, 1974 und 1976 wurde sie zur Sportlerin des Jahres der Stadt Goslar gewählt.
- Susanne Rahner
trat ab 1978 direkt in die Fußstapfen Elke Mögebiers. Die Clausthaler Geologiestudentin errang 1978 zuerst den Titel der deutschen Hochschulmeisterin, den sie 1979 erfolgreich verteidigte, dann erkämpfte sie 1979 in München zusätzlich den Titel der deutschen Meisterin der Damen in der Klasse bis 61 kg. 1979 wurde Susanne Rahner zur Sportlerin des Jahres der Stadt Goslar gewählt.
- Birgit Wodicka
war die Judo-Leistungsträgerin 1985 in Goslar. Die 18-jährige Bündheimerin erkämpfte sich zunächst den Landestitel, dann wenige Wochen später die Norddeutsche Meisterschaft der weiblichen A-Jugend um dann auf der „Deutschen“ in Ladbergen einen 3. Platz zu belegen. Trainiert wurde sie von Peter Zinecker, Günter Schmitt in der Abteilung Bad Harzburg und von Manfred Gillner in Goslar. 1986 wurde Birgit Wodicka zur Sportlerin des Jahres in Goslar gewählt.
- Die gesamte Goslarer Damenmannschaft (u. a. mit Heidi Axmann, Susanne Rahner, Elke Mögebier und Brunhilde Müller) war in den 1970er Jahren erfolgreich, gleich mehrfach konnte sie den Titel der Landesmeisterschaft erkämpfen.
- Peter Zinecker
Er war als vielfacher Bezirks- und Landesmeister, Teilnehmer bei Internationalen Deutschen und Deutschen Meisterschaften leistungsstärkster und erfolgreichster Goslarer Kämpfer der 1970er Jahre.
- Josef Axmann
Leistungsträger bei den Herren in den 1980er Jahren, wurde im Schwergewicht in Niedersachsen nur vom Olympiasieger Klaus Glahn aus Wolfsburg bezwungen.
- Wolfgang Demski
Leiter des Kendotrainings, war von 1972 bis 1982 Mitglied der Deutschen Kendo-Nationalmannschaft und nahm dabei an drei Weltmeisterschaften und vier Europameisterschaften teil. 1977 wurde er Deutscher Meister. Heute ist er Träger des 7. Dan.